# Burmanski narodi
Burmanski narodi, jedna od najznačajnijih grana tibetsko-burmanske etnolingvističke porodice, dio su šire lolo-burmanske skupine. Burmanski narodi po jezicima (ima ih 14) se dijele na sjeverne, južne i Xiandao, a nastanjeni su u Burmi i dijelovima Kine. U sjeverne Burmance pripadaju Achang, Zaiva i Bela (govore jezik pela), nastanjeni u Kini i Phuon ili Hpon, Lashi i Maru, poglavito u Burmi. U južne Burmance spadaju Chaungtha, Intha, Yangbye ili Yangye, Taungyo, Tavojci, Arakanci i Burmanci. Xiandao iz Kine čine posebnu skupinu Burmanaca, ovo pleme jezično je nesrodno Achangima, premda se danas vode kao dio nacionalnosti Achang. Ima ih oko stotinu. Sredinom 1990.-tih u svome selu Munmian u Yunnanu živi svega pedesetak Xiandaoa. 